# Hyamia
Hyamia is een geslacht van vlinders van de familie spinneruilen (Erebidae), uit de onderfamilie Calpinae.

## Soorten
- H. anguliscripta Dognin, 1914
- H. atlantica Herrich-Schäffer
- H. dorsippa Walker
- H. lamusalis Walker, 1858
- H. nonagrioides Walker, 1863
- H. palpitatalis Walker, 1858
- H. subterminalis Walker, 1866
- H. trilineata Schaus, 1914
- H. unicolorata Kaye, 1901